# 阿波可汗
阿波可汗（Apa qaγan、漢音：あはかがん、拼音：Ābō kĕhàn、生没年不詳）は、西突厥の可汗。木汗可汗の子。阿波可汗（原音：アパ・カガン）というのは称号で、姓は阿史那氏、名は大邏便（たいらへん）という。

## 生涯
木汗可汗の子として生まれる。
572年、木汗可汗が死ぬと、突厥の国人たちは子の大邏便を廃して、木汗可汗の弟を他鉢可汗（タトパル・カガン）として即位させた。
581年、他鉢可汗は病にかかり、子の菴羅に「大邏便を避けよ」と言い残して死去した。国中は大邏便を立てようとしたが、その母が卑賤の生まれだったので、国人たちは貴人の母をもつ菴羅を可汗とした。大邏便はまたも可汗位に就けなかったので、毎回人を遣わして菴羅を罵辱させた。これに対処しきれなかった菴羅は可汗位を従兄の爾伏可汗（ニワル・カガン）摂図に譲り、第二可汗に退いた。可汗に即位した摂図は沙鉢略可汗（イシュバラ・カガン）となり、大邏便に阿波可汗の称号を与えた。
582年冬、隋の文帝は河間王楊弘・上柱国の豆盧勣・竇栄定・左僕射の高熲・右僕射の虞慶則を元帥とし、長城を出て反撃に出た。沙鉢略可汗は阿波可汗・貪汗可汗らを率いて迎撃するが、敗走し、飢えと疫病に悩まされ、あえなく撤退した。沙鉢略可汗は阿波可汗の気性が荒いのを危惧し、先に阿波可汗の領地へ向かいその部落を襲撃し、阿波可汗の母を殺した。これにより阿波可汗は還るところがなくなり、西の達頭可汗（タルドゥ・カガン）のもとへ亡命した。このことを聞いた達頭可汗は阿波可汗に十万の兵をつけて沙鉢略可汗を攻撃させた。このほかにも貪汗可汗や沙鉢略可汗の従弟の地勤察などが沙鉢略可汗から離反し、阿波可汗に附いた。これによって阿波可汗は突厥から分かれて西突厥を打ち建て、西域諸国を従えた。
587年、沙鉢略可汗が亡くなり、東突厥で葉護可汗（ヤブグ・カガン）が即位すると、隋の支援により西突厥が攻撃され、阿波可汗は捕えられた。

## 参考資料
- 『隋書』（列伝第四十九 北狄）
- 『新唐書』（列伝百四十下 西突厥）
- 佐口透・山田信夫・護雅夫訳注『騎馬民族誌２正史北狄伝』（1972年、平凡社）